# サスキア・リーヴス
サスキア・リーヴス（Saskia Reeves、1961年8月16日 - ）は、イングランドの女優。
ロンドン・パディントン出身。イギリス人俳優の父ピーターとオランダ人の母親ヤニーの間に生まれ、妹イモジェンと共に育つ。ギルドホール音楽演劇学校に学ぶ。女優のほか、声優、ナレーターとしても活躍している。ミカ・カウリスマキ監督の映画『GO!GO!L.A.  L.A.（Without a Map ）』(1998)に、ヴィンセント・ギャロ、ジュリー・デルピー、ジョニー・デップらと共に出演。アメリカ・カナダ・ドイツ製作のテレビドラマ 『デューン/砂の惑星』（2000年）で主役のウィリアム・ハートと共に演じたレディ・ジェシカ役等で高い評価を得ている。

## 主な出演作品

### 映画
- 12月の花嫁 December Bride (1991)
- クローズ・マイ・アイズ Close My Eyes (1991)
- 橋の上の貴婦人 The Bridge (1992)
- バタフライ・キス Butterfly Kiss (1995)
- ザ・フーリガン I.D. (1995)
- ディファレント・フォー・ガールズ Different for Girls (1996)
- GO!GO!L.A. L.A. Without a Map (1998)
- HEART Heart (1999)
- クリスマス・キャロル A Christmas Carol (1999) テレビ映画
- テッセラクト The Tesseract (2003)
- 僕と彼女とオーソン・ウェルズ Me and Orson Welles (2008)
- レッド・ライディング III: 1983 Red Riding: In the Year of Our Lord 1983 (2009) テレビ映画
- MI5:消された機密ファイル Page Eight (2011) テレビ映画
- 記憶探偵と鍵のかかった少女 Mindscape (2013)
- ニンフォマニアック第1章 Nymphomaniac: Vol. I (2013)
- MI5: 世界を敵にしたスパイ Salting the Battlefield (2014) テレビ映画
- 疑惑のチャンピオン The Program (2015)
- われらが背きし者 Our Kind of Traitor (2016)
- プライム・ターゲット De Premier (2016)

### テレビドラマ
- 炎のエマ A Woman of Substance (1985) ミニシリーズ
- デューン/砂の惑星 Dune (2000) ミニシリーズ
- ウェイキング・ザ・デッド 迷宮事件特捜班 Waking the Dead (2003)
- MI-5 英国機密諜報部 Spooks (2006)
- 刑事ジョン・ルーサー Luther (2010)
- バーナビー警部 Midsomer Murders (2010-2016)
- 恋する女たち Women in Love (2011) ミニシリーズ
- 刑事ヴァランダー Wallander (2010-2012)
- ウルフ・ホール Wolf Hall (2015) ミニシリーズ
- シェトランド Shetland (2016)
- 法医学捜査班 silent witness Silent Witness (2017)
- コラテラル 真実の行方 Collateral (2018) ミニシリーズ
- 窓際のスパイ Slow Horses (2022-) - キャサリン